# Loubna Mekdas
Loubna Mekdas, née le 10 janvier 1998, est une karatéka algérienne.

## Carrière
Elle remporte la médaille d'or en plus de 68 kg aux Championnats d'Afrique de karaté 2020 à Tanger.

## Palmarès
| Année | Compétition                           | Lieu     | Résultat | Catégorie          |
| ----- | ------------------------------------- | -------- | -------- | ------------------ |
| 2019  | Championnats d'Afrique de karaté 2019 | Gaborone | 3e       | Kumite par équipes |
| 2020  | Championnats d'Afrique de karaté 2020 | Tanger   | 1re      | Kumite +68 kg      |
| 2021  | Championnats d'Afrique de karaté 2021 | Le Caire | 2e       | Kumite +68 kg      |
| 2021  | Championnats d'Afrique de karaté 2021 | Le Caire | 2e       | Kumite par équipes |